# Бреннер, Рэйчел Фельдхей
Рэйчел Фельдхей Бреннер (2 июля 1946, Забже — 4 февраля 2021, Мадисон) — профессор польского происхождения, писательница и исследовательница еврейской литературы. С 2007 по 2009 год она была президентом Ассоциации израильских исследований.

## Ранняя жизнь и образование
Рэйчел Фелдхей родилась в Забже, Польша, в семье Михаила и Елены Фелдхей. Она со своей семьей переехала в Израиль в 1956 году, получила степень бакалавра в Еврейском университете, степень магистра в Тель-Авивском университете и степень доктора философии в Йоркском университете.

## Карьера
Бреннер поступила на факультет иврита и семитских исследований Университета Висконсина в 1992 году. Она возглавляла кафедру с 2004 по 2007 год, была старшим научным сотрудником Института гуманитарных исследований, научным сотрудником Мемориального музея Холокоста США и президентом Ассоциации израильских исследований с 2007 по 2009 год. Она входила в состав правления Польского института искусств и наук Америки (PIASA). «Я убеждена, — говорила она о своей работе, — что литература влияет на человеческое сознание и вызывает изменения в социальных практиках, однако её влияние незаметно, часто задерживается и его трудно измерить».

## Публикации
Бреннер опубликовала семь книг и более 80 статей в академических журналах, включая «Современный иудаизм», «Сравнительные литературоведческие исследования», «Исследования американской еврейской литературы», «Израильские исследования», «Славянское обозрение», AJS Review, Ежеквартальный журнал еврейских исследований, Дискурс, Исследования в области религии, Исследования Холокоста и геноцида и Критические исследования. В 1992 году она получила Канадскую еврейскую книжную премию в области литературной критики.

### Книги
- Assimilation and Assertion: The Response to the Holocaust in Mordecai Richler’s Writing (1989)[21]
- A. M. Klein[англ.], The Father of Canadian Jewish Literature: Essays in the Poetics of Humanistic Passion (1990)[22]
- Writing as Resistance: Four Women Confronting the Holocaust: Edith Stein, Simone Weil, Anne Frank, and Etty Hillesum (1997)[23]
- Inextricably Bonded—Israel Jewish and Arab Writers Re-Visioning Culture (2003)[24]
- The Freedom to Write: The Woman-Artist and the World in Ruth Almog’s Fiction (2008, in Hebrew)[25]
- The Ethics of Witnessing: The Holocaust in Polish Writers’ Diaries from Warsaw, 1939—1945 (2014)[26]
- Polish Literature and the Holocaust: Eyewitness Testimonies, 1942—1947 (2019)[27]

### Избранные статьи
- «A. M. Klein’s 'The Hitleriad': Against the Silence of the Apocalypse» (1990)[12]
- «Edith Stein: A reading of her feminist thought» (1994)[18]
- «Between Identity and Anonymity: Art and History in Aharon Megged's Foiglman» (1995)[15]
- «Back to the Future: Evolution of the A/Teleological in Recent Israeli Fiction» (1996)[17]
- «Writing Herself against History: Anne Frank’s Self-Portrait as a Young Artist» (1996)[10]
- «Mother’s Curse or Cursed Mother: Forgotten Stories in Forbidden Languages in Meir Shalev's Esau» (1997)[16]
- «'Hidden Transcripts' Made Public: Israeli Arab Fiction and Its Reception» (1999)[20]
- «The Search for Identity in Israeli Arab Fiction: Atallah Mansour, Emile Habiby, and Anton Shammas[англ.]» (2001)[13]
- «Voices from Destruction: Two Eyewitness Testimonies from the Stanisławów Ghetto[англ.]» (2008)[19]
- «Ideology and Its Ethics: Maria Dąbrowska’s Jewish (and Polish) Problem» (2011)[14]

## Личная жизнь и наследие
Бреннер умерла от рака в 2021 году в Мэдисоне, штат Висконсин, в возрасте 74 лет. PIASA учредила в её память в 2021 году премию Рэйчел Фельдхей Бреннер в области польско-еврейских исследований.